# Palazzo dei Musei (Reggio nell’Emilia)

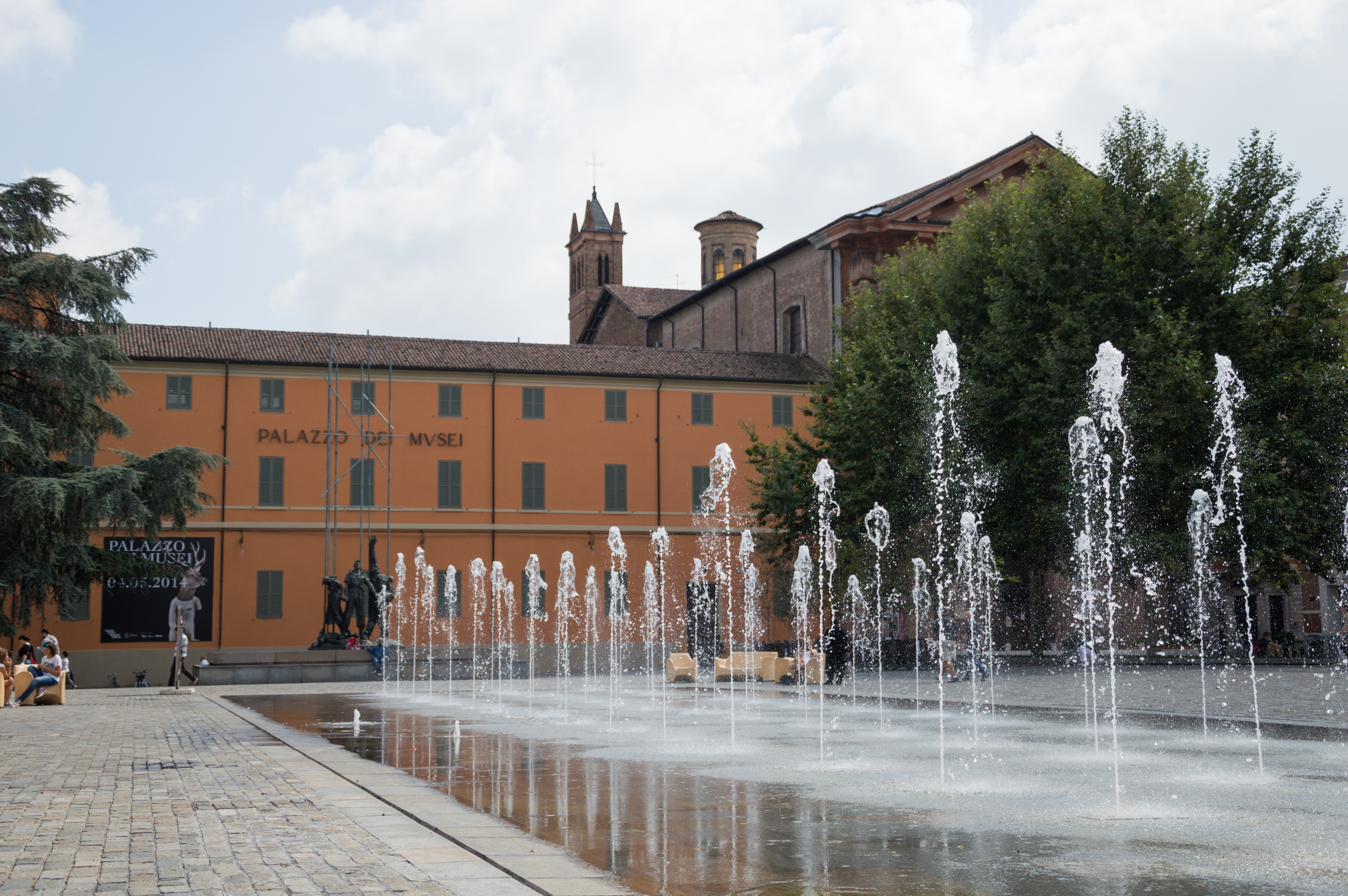
Palazzo dei Musei in Reggio nell’Emilia und Springbrunnen an der Piazza Martiri del 7 luglio

Der Palazzo dei Musei ist ein Palast aus dem 13. Jahrhundert in Reggio nell’Emilia in der italienischen Region Emilia-Romagna. Er liegt in der Via Spallanzani 1. Dort sind die städtischen Museen mit Sammlungen der Archäologie, der Ethnographie, der Kunstgeschichte, der Naturgeschichte und der Stadtgeschichte untergebracht.
Seit 1830 haben die Museen ihren Sitz in dem Palast und ihre Sammlungen wurden im Laufe der folgenden Jahrhunderte nach und nach erweitert.

## Geschichte

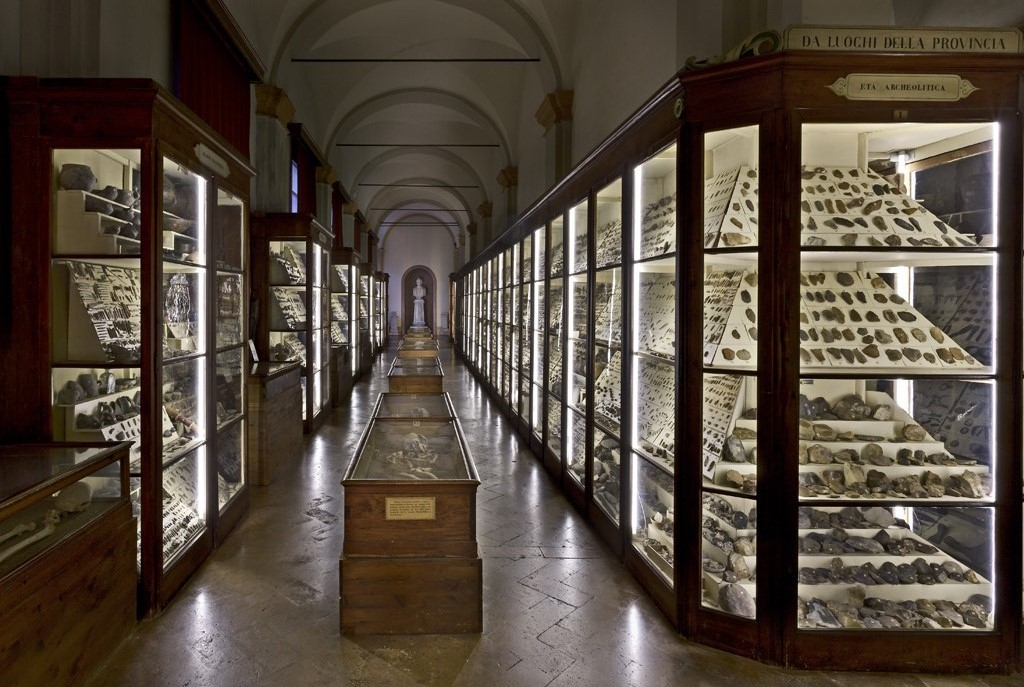
Museo Chierici für Frühgeschichte

Die Geschichte des Palazza dei Musei beginnt 1256, als die Franziskaner sich mit Erlaubnis des Bischofs Guglielmo da Fogliano in der Nähe der Kirche San Luca und des angrenzenden, kaiserlichen Palast, der seit 1195 als Bischofssitz diente, niederließen. Der Umbau vom Palast zu einem Kloster geschah einige Jahrzehnte später mit dem Ausbau des Gebäudes auf zwei Stockwerke um einen großen Kreuzgang mit Säulengängen und einen großen, umfriedeten Garten. Sein heutiges Aussehen verdankt der Palast ist der Neugestaltung der Fassaden im 18. Jahrhundert.
Nach der Auflösung der Klöster durch Napoleon Bonaparte wurde der Konvent in eine Kaserne mit Pferdestall umgebaut und beherbergte später Schulen. Erst 1830 zog dort die erste, private Sammlung von Lazzaro Spallanzani und später die Kerne der Sammlungen von Don Gaetano Chierici, der 1862 das Gabinetto di Antichità patrie gründete, das 1870 zum Museo di Storia Patria (dt.: Museum der Geschichte des Vaterlandes) wurde.
Ende des 19. Jahrhunderts schlossen sich die naturhistorischen Sammlungen und die der Ethnographie an und 1875 wurde der Portico dei Marmi (dt.: Marmorvorhalle) eingeweiht.
Im 20. Jahrhundert wurden die Sammlungen aus dem 19. Jahrhundert erweitert und neu geordnet, sowie das Museo di Reggio Romana (dt.: Museum des römischen Reggio nell’Emilia, 1996–1998), die Sammlungen der Geologie (1989), die der Fauna der Provinz Reggio Emilia (1992) und die Ausstellung der Überreste des Wals Valentina (2001) angeschlossen, letzterer ein 3,5 Mio. Jahre altes Fossil, das man in den Hügeln von Reggio Emilia, im Tal der Secchia, gefunden hatte. 2021 wurden die neuen Einrichtungen im ersten Obergeschoss, ein Projekt des Architekten Italo Rota und der Kuratoren der städtischen Museen, eingeweiht, das einen langen Prozess des Umdenkens der wesentlichen Sammlungen, die das Museum innerhalb der Gemeinde erworben hat, abschloss.

## Beschreibung der Museen

### Erdgeschoss

#### Mosaikatrium
Im Mosaikatrium sind Mosaike mit geometrischen Motiven aus römischer Zeit ausgestellt, sowie Mosaikfragmente aus dem 12.–13. Jahrhundert einiger Kirchen in Reggio nell’Emilia: Dem Dom, San Prospero, San Giacomo und San Tommaso.

#### Museum Chierici der Frühgeschichte
Im Museum Chierici für Frühgeschichte sind vor Ort gefundene, ur- und frühgeschichtliche Materialien ausgestellt, begleitet und entgegengestellt Objekten aus denselben Zeiten, aber verschiedener geographischer Herkunft, meist italienischer, und spiegelt die Methoden der neuen Disziplin Paletnologie wider, die Chierici definierte.

#### Sammlung Spallanzani
Die Sammlung Spallanzani beherbergt die private Sammlung des gleichnamigen Wissenschaftlers.

#### Naturhistorische Sammlungen
Diese Abteilung beherbergt zoologische, anatomische, botanische, mineralogische und paläontologische Sammlungen der Provinz Reggio Emilia.

##### Zoologische Sammlungen

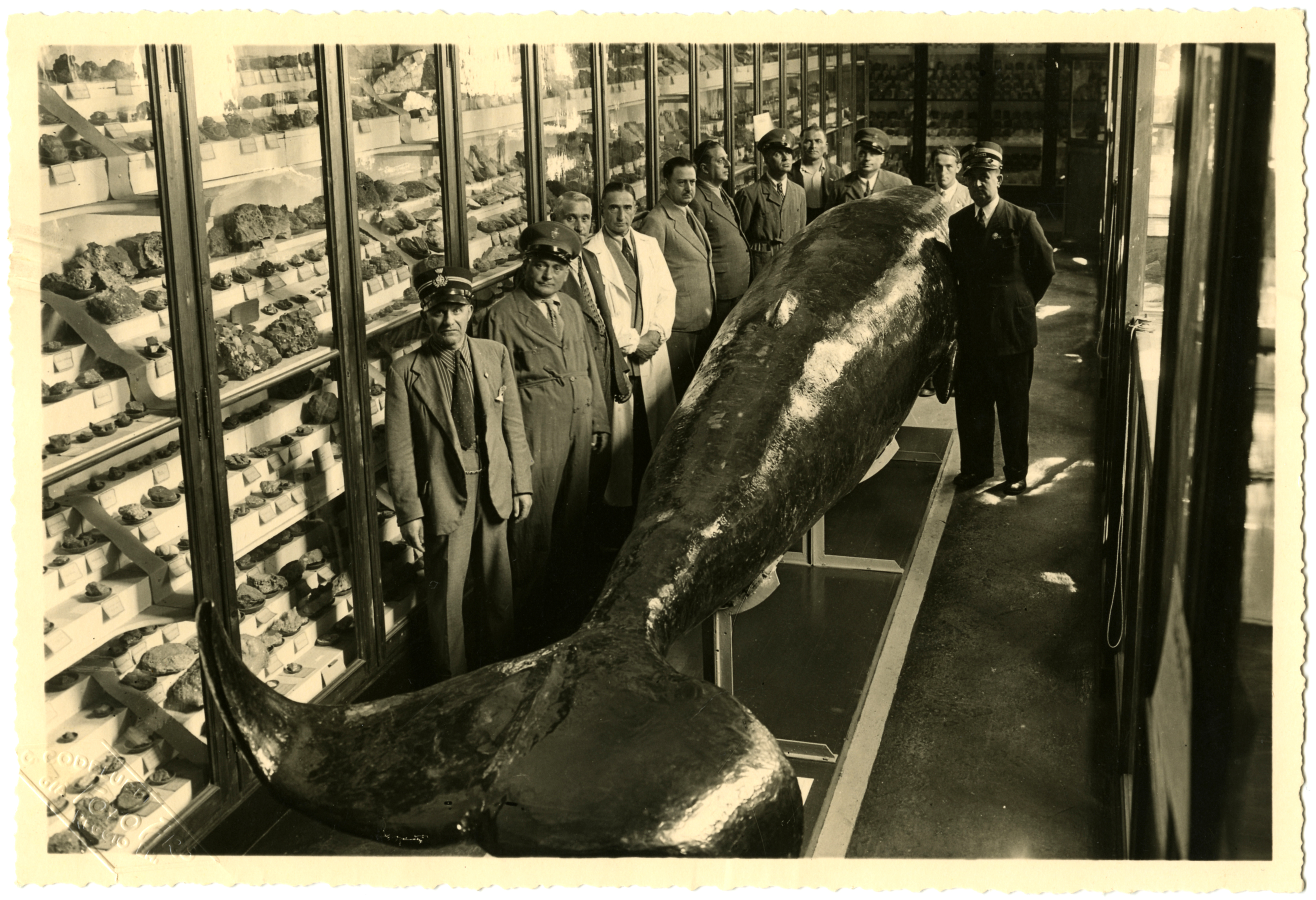
Pottwal der städtischen Museen von Reggio nell‘Emilia im Jahre 1939

Sie finden sich im Antonio Vallisneri gewidmeten Saal und enthalten:
- Eine Auswahl zoologischer Sammlungen aus dem 19. Jahrhundert und den ersten Jahren des 20. Jahrhunderts, systematisch geordnet in den Vitrinen entlang der Wände des Saales.
- Die Sammlung afrikanischer Fauna des Barons Raimondo Franchetti, die aus zahlreichen Protomen von Paarhufern und Exemplaren, die in dramatisierenden Positionen präpariert wurden, um Jagdszenen darzustellen, an die sich ein großes Exemplar eines Nilkrokodils anschließt.
- Eine Abteilung, die der Fauna der Provinz Reggio Emilia gewidmet ist und in den Vitrinen in der Mitte des Saales ausgestellt ist. Die diversen Naturräume der Provinz, vom Kamm des Apennin zum Po, von den Wäldern der Berge und Hügel bis zur Ebene und den Feuchtgebieten, ohne die Stadt zu vergessen, werden behandelt.

Im zweiten Obergeschoss ist das einzigartige, taxidermische Präparat eines jungen Pottwals, der am 10. April 1938 am Adriastrand von Marzocco, in der Nähe von Senigallia, gestrandet ist, ausgestellt.

##### Anatomische Sammlungen
Sie bestehen aus Materialien, die im Laufe des 19. Jahrhunderts und der ersten Jahrzehnte des 20. Jahrhunderts gesammelt wurden und enthalten taxidermische und osteologische Präparate, in Flüssigkeit konservierte Funde und didaktische Modelle zu folgenden Hauptthemen:
- die vergleichende Anatomie, die darauf abzielt, Analogien und Unterschiede im Skelettapparat und in den inneren Organen verschiedener Tierarten zu zeigen;
- die menschliche Anatomie;
- die Teratologie, eine Wissenschaft, die sich mit Fehlbildungen befasst, mit zahlreichen Exemplaren von Siamesischen Zwillingen, menschlichen wie tierischen, und menschlichen Schädeln, die durch abnorme Verdickungen des Knochengewebes gekennzeichnet sind.

##### Botanische Sammlungen

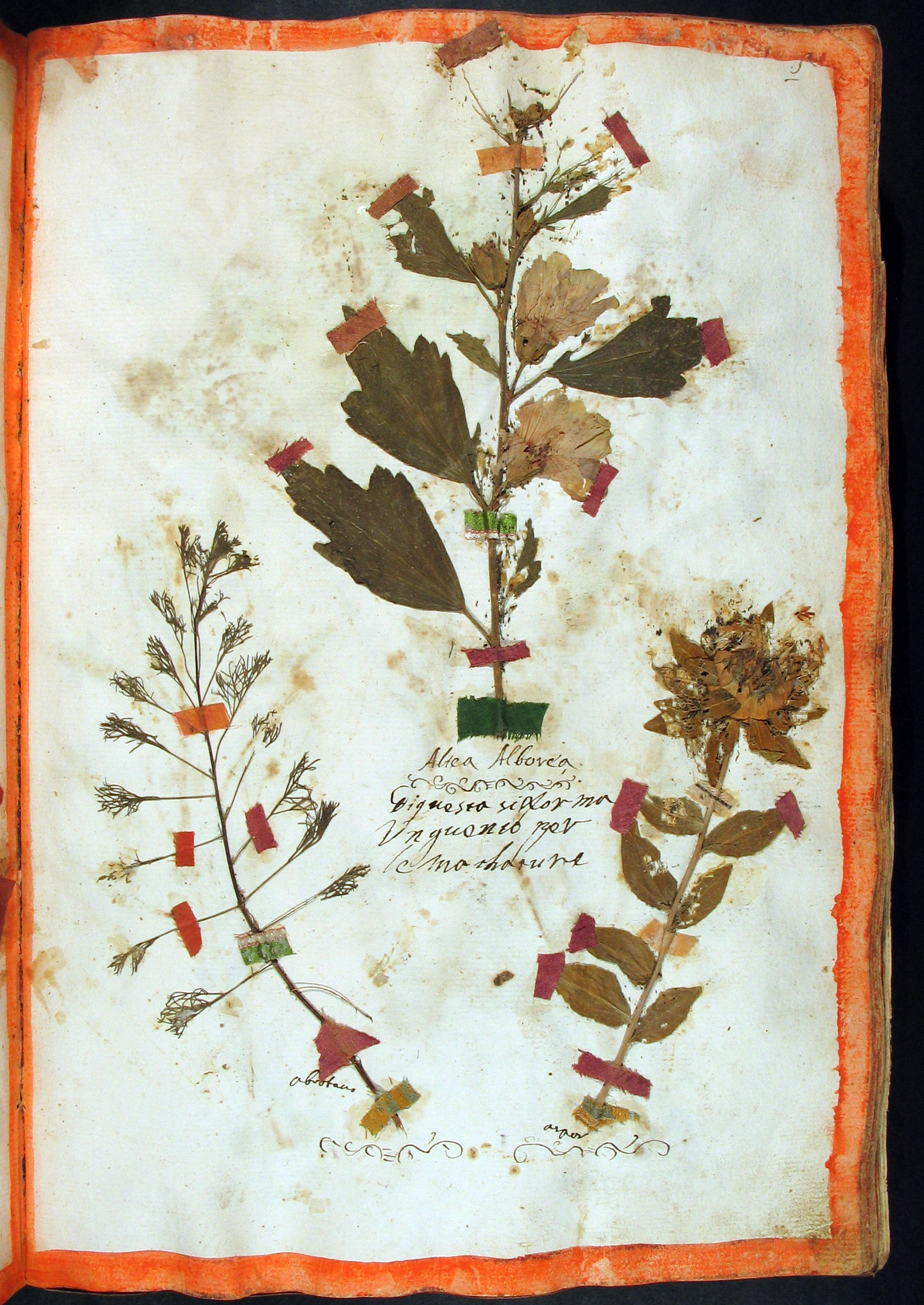
Eine Seite des natürlichen Herbariums des Heiligen Geistes in Reggio

Sie enthalten 12 Herbarien, vom 17. bis zum 21. Jahrhundert. Zu den ältesten gehören das alte, natürliche Herbarium des Heiligen Geistes in Reggio und zwei Sammlungen, die dem Botaniker Giacomo Zanoni (1615–1682) zugeordnet werden und aus der zweiten Hälfte des 17. Jahrhunderts stammen. Das Herbarium von Filippo Re (1763–1817) enthält 7214 Blätter, auf denen 1150 Gattungen dargestellt sind, die insgesamt ungefähr 5200 Arten umfassen, ob aus der näheren Umgebung oder exotische, eingeordnet nach der Systematik von Linné. Jüngeren Datums sind die Sammlungen lokaler Flora von Antonio Cremona Casoli (1870–1949) und Giuseppe Branchetti (1923–2009), die der unterirdischen Pilze von Amer Montecchi und die der oberirdischen Pilze aus der Provinz Reggio Emilia.

##### Mineralogische und paläontologische Sammlungen

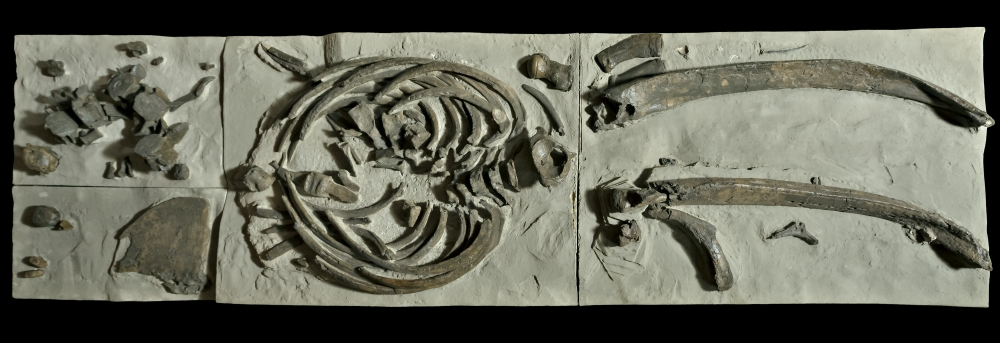
Wal Valentina

Der fossile Wal ist das interessanteste Element: Seine Überreste, deren Alter auf mehr als 3 Mio. Jahre geschätzt wird, wurden in den Hügeln der Provinz Reggio Emilia im Tal der Secchia gefunden. Zähne des Südelefanten, ein Schädel des etruskischen Nashorns und Überreste des etruskischen Bären, die man in der Nähe von Reggio nell’Emilia in den Betten des Crostolobaches und des Modolenabaches gefunden hat, legen von der Fauna Zeugnis ab, die im Villafranchium (vor 700.000–650.000 Jahren) die antike Ebene bevölkerte.

#### Mondi – ethnographische Sammlungen

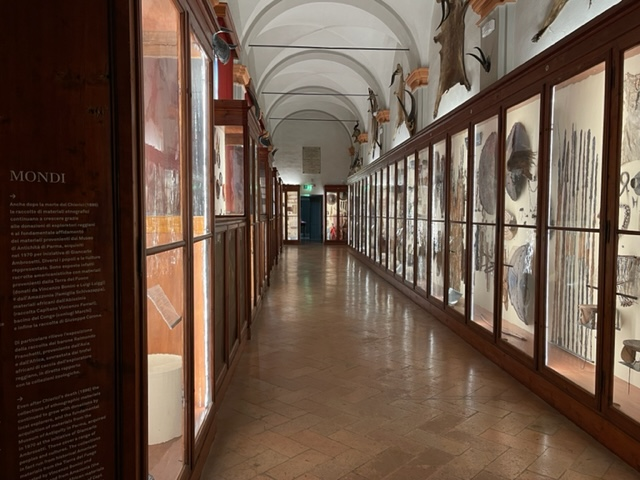
Mondi, ethnographische Sammlungen

Die Sammlungen ethnographischer Materialien, die von Don Gaetano Chierici mit Materialien aus Asien, Australien und Nordamerika begonnen wurden, wurden 1999 umorganisiert und enthalten zahlreiche Zusammenstellungen aus Afrika, Asien und Südamerika, die in dem Saal untergebracht sind, der Giovanni Battista Venturi gewidmet ist.

#### Portico dei Marmi
In der Marmorvorhalle sind Fundstücke aus Stein und römische Epigraphen, größtenteils aus Gräbern, Reste architektonischer Dekoration, Epigraphen und Skulpturen aus der Zeit vom Mittelalter bis zum 18. Jahrhundert untergebracht. Der Kreuzgang aus römischem Marmor beherbergt monumentale Überreste architektonischer Marmortafeln aus der Zeit der Römer.

#### Regium Lepidi
Das Regium Lepidi (ehem. Museo di Reggio Romana) beherbergt Skulpturen, Mosaike, architektonische Fragmente, Keramiken und kleinere Kunstgegenstände aus römischer Zeit.

### Erstes Obergeschoss
Im ersten Obergeschoss sind seit Juni 2021 neue Einrichtungen unter der Leitung des Architekten Italo Rota und der Kuratoren der städtischen Museen untergebracht.

#### Archeo-Logos
Archeo-Logos schlägt eine Erzählung der Vorgeschichte der Provinz Reggio Emilia, über das Erscheinen der Etrusker und der Eroberung durch die Römer, bis zum Hochmittelalter vor, bereichert mit Zitaten von außergewöhnlichen Fundstücken, die in historischen Sammlungen erhalten sind, und mit Leihgaben verschiedener städtischer Institutionen.

#### Wir und die D’Estes

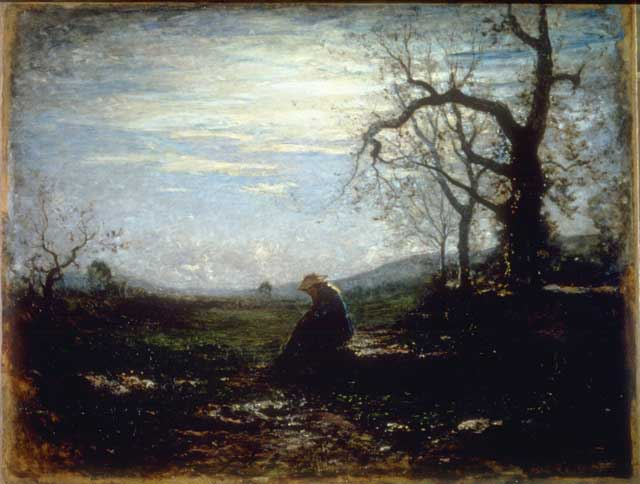
Antonio Fontanesi: La Solitudine, 1876

Die kunstgeschichtliche Abteilung verfolgt über Jahrhunderte die D’Estes bis zur revolutionären Trikolore der Einheit Italiens, von Antonio Fontanesi bis zum 20. Jahrhundert.

#### Photo affection
Die Gegenwart wird durch das weitläufige fotografische Erbe der Werke, die die Verwaltung im Projekt der europäischen Fotografie gesammelt oder beauftragt hat. Eine permanente Abteilung mit rotierenden Ausstellungen ist dem Werk von Luigi Ghirri gewidmet.

### Zweites Obergeschoss

#### Temporary Museum
Im zweiten Obergeschoss findet sich das Temporary Museum, das temporären Ausstellungen vorbehalten und durch eine „laborartige“ Berufung für partizipative Initiativen und experimentelle Installationen gekennzeichnet ist.